# シエラレオネの交通
本項目ではシエラレオネの交通（シエラレオネのこうつう）について記載する。

## 鉄道
- 総延長 84 km
- 狭軌 84 km（1,067 mmゲージ）

シエラレオネ国内には一般輸送業者が経営する鉄道が無い。マランパ鉱山が閉山したことにより現在走っているのは私鉄で制限のある方式で使用されている。（2001年、1999年）
2023年7月、JR北海道で活躍していたキハ183系気動車18両がシエラレオネに輸出されることが明らかとなった（売却先などは非公表）。

## 道路網
（2002年）
- 総延長 11,700 km
- 舗装済 936 km
- 未舗装 10,764 km

（1999年）
- 総延長 11,300 km
- 舗装済 904 km
- 未舗装 10,396 km

## 水路
総延長 800 km のうち、600 km が年中航行可能。
- 港湾 - Bonthe, Freetown, Pepel
- 商船

総合計

総合計 2 隻 (1,000 総登録トン以上) 7,435 総登録トン/8,750 重量トン

船の種類 貨物船 2隻

総合計 1 隻 (1,000 総登録トン以上) 合計 1,105 総登録トン/1,307 重量トン

船の種類 専用タンカー 1隻 (1999年現在)

## 空港
シエラレオネには現在約8ヶ所の空港があるとされるが、舗装済の滑走路を持つ唯一の空港はルンギ国際空港である。2010年代にはマママ国際空港の建設計画が発表されたが、中華人民共和国からの融資も含め4億ドルにもおよぶ建設費が大問題となり2018年に中止され、既存のルンギ国際空港の新ターミナル建設による改装とルンギ橋建設によるアクセス改善を行った。
残りの空港は、Google Mapの航空写真などで見てもターミナルビルが明確に存在するものがほとんどなく、運営状況が明確ではない。現政権は空港の再整備により国内空運を再活性化するとの計画が言及されているが、見通しは不明である。
過去、シエラレオネでの国内線は、エア・レオネ、パラマウント航空、シエラレオネ・ナショナル航空、イーグル・エアなどの航空会社が就航していたが、2023年6月現在すべての国内航空会社が運航停止・事業停止しており、国内線の定期運行はない。